# Ilhéus
Ilhéus è un comune del Brasile nello Stato di Bahia, parte della mesoregione del Sul Baiano e della microregione di Ilhéus-Itabuna, porto sull'Oceano Atlantico.
È la maggior città della costa baiana ed è situata a 211 km sud di Salvador.
Fondata nel 1534 come Vila de São Jorge dos Ilhéus. 

## Economia
È stata a lungo una capitale mondiale del cacao mentre oggi, anche per via di una malattia (vassoura-de-bruxa) che ha devastato le piantagioni, la prima voce dell'economia è il turismo. Insieme alla vicina Itabuna conosce un grande sviluppo nell'industria e soprattutto nel settore dei servizi.

## Cultura
Deve la sua fama internazionale soprattutto allo scrittore Jorge Amado, che qui trascorse l'infanzia e vi ambientò poi alcuni dei suoi romanzi più famosi.

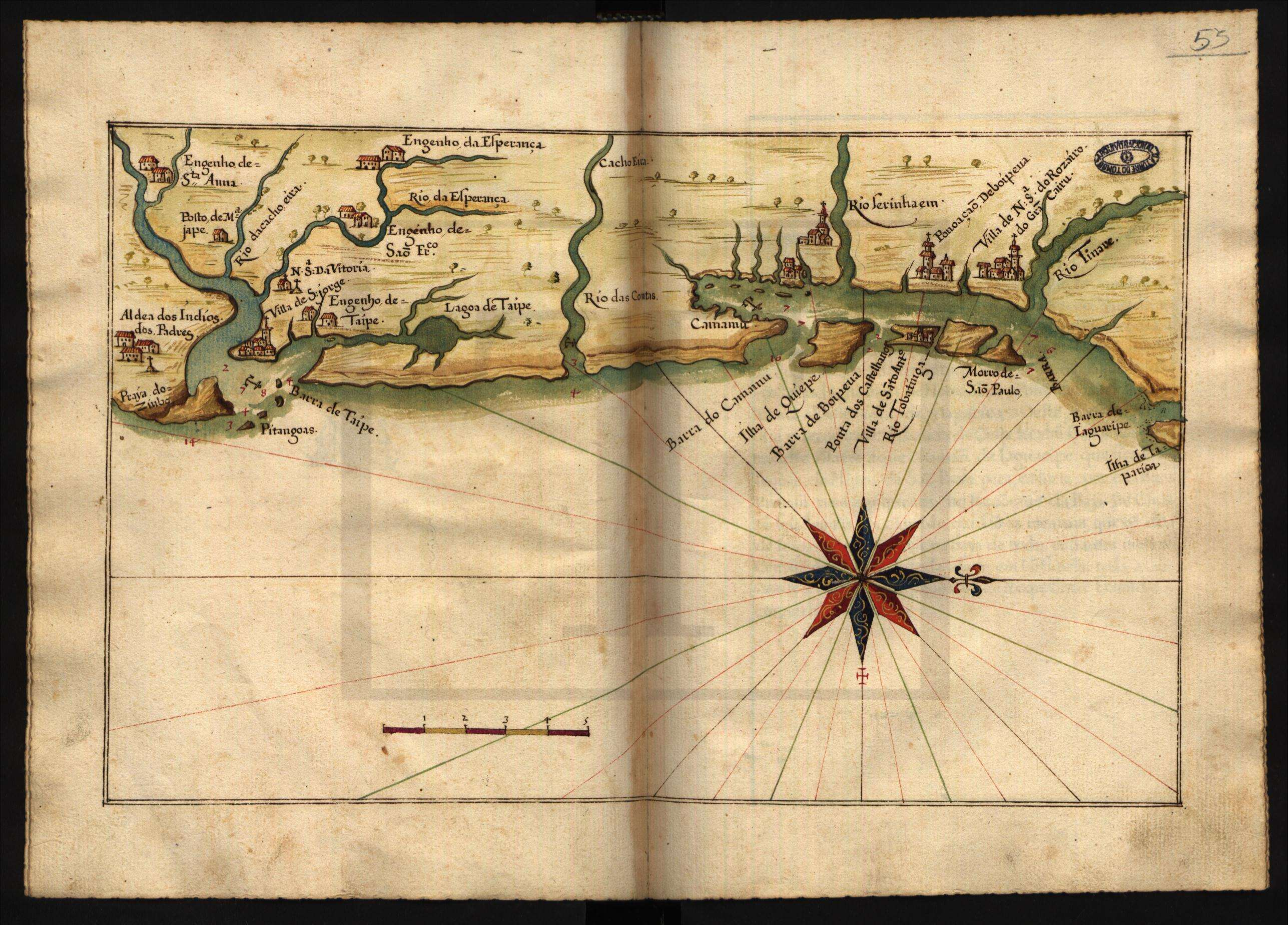
Mappa del Capitanato di Ilhéus 1640

## Infrastrutture e trasporti
Ilhéus è attraversata in senso nord-sud dalla BR-101.
La cittadina è servita dall'aeroporto Jorge Amado.